# Il suono della vanità
Il suono della vanità  è la colonna sonora del film Il siero della vanità composta e arrangiata da italiano Morgan, pubblicato nel 2004 dalla Mescal.
L'album contiene anche la canzone Una storia d’amore e di vanità, ripubblicata anche nella raccolta Morganicomio: Morgan al suo meglio.

## Tracce
1. Piramide
2. Taxicologist
3. Drone 1 (una siringa)
4. Tentazioni d'Azzurra
5. Drone 2 (sulla spiaggia)
6. Tema di Lucia
7. Monologo – Parla l'esperto
8. Nuove tentazioni d'Azzurra
9. Mitomaniac
10. Toxicologism
11. Valzer del camerino
12. Drone 3 (l'indagine)
13. Stai calma
14. Tema di Lucia – I falciatori
15. Risveglio a Roma
16. Mago Daniel Suite – A Talk Show Dialogue
17. Pizza maniac + Maniac dub
18. Il tradimento
19. Drone 4 (Sotterraneon)
20. Piramide (il mago muore)
21. Una storia d’amore e di vanità